# Amadou Bacharou Ibro
Amadou Bacharou Ibro (* um 1964 in Dibissou; auch Amadou Bacharou Ibroh) ist ein nigrischer Offizier. Er ist Mitglied der seit 2023 herrschenden Militärjunta Nationaler Rat für den Schutz des Vaterlandes.

## Leben
Amadou Bacharou Ibro stammt aus der Familie der traditionellen Ortsvorsteher (chefs traditionnels) seines Geburtsorts Dibissou. Er besuchte die Grundschule in Dibissou und die Mittelschulen CEG Birni-N’Konni und Lycée Agabba in Tahoua. Ibro trat 1983 in die Streitkräfte Nigers ein. Danach machte er sein Baccalauréat und studierte Soziologie an der Universität Niamey. Er absolvierte zudem die Offiziersschule in N’Djamena in Tschad.
Ibro kommandierte mehrere Kompanien und einen Zug im Inneren des Landes und erreichte den Dienstgrad eines Oberst. Unter Staatspräsident Mahamadou Issoufou wirkte er als stellvertretender Kommandant der Präsidentengarde, an deren Spitze Abdourahamane Tiani stand. Ibro veröffentlichte 2020 eine 215-seitige Autobiografie mit dem Titel Notre Armée, votre Armée. Sacerdoce d’un Soldat de la République („Unsere Armee, eure Armee. Priestertum eines Soldaten der Republik“).
Amadou Bacharou Ibro beteiligte sich am Militärputsch am 26. Juli 2023, bei dem sich sein Vorgesetzter Abdourahamane Tiani zum Staatschef erklärte. In einem Dekret vom 3. August 2023, mit dem Tiani die Zusammensetzung der Militärjunta des Nationalen Rates für den Schutz des Vaterlandes regelte, wurde Ibro namentlich als eines der Mitglieder der Junta genannt. Am 7. August 2023 wurde Ibro außerdem zum Tiani beigeordneten Stabschef ernannt.

## Autobiografie
- Notre Armée, votre Armée. Sacerdoce d’un Soldat de la République. Buco Editions, Niamey 2020, ISBN 978-2-917887-49-3.